# 2023年叙利亚无人机空袭
2023年10月5日，叙利亚霍姆斯军事学院的毕业典礼遭到无人机袭击，造成至少125人死亡，超过277人受伤。此次袭击是在叙利亚西北部的“降级区”冲突加剧之后发生的。尚不清楚袭击者。

## 袭击
袭击发生在在下午毕业典礼刚刚结束之后。遇难者包括89名毕业生士兵和36名平民，其中包括31名妇女和5名儿童。据报道，这些无人机可能来自霍姆斯西北部的叛军控制区。
叙利亚国防部长阿里·马哈茂德·阿巴斯出席了毕业典礼，但在袭击发生前离开。

## 后续
敘利亞國防部誓言“全力”应对袭击。
同一天，叙利亚军方对伊德利卜省和阿勒颇省的反对派控制区发动火箭弹和炮击，造成至少24名平民死亡，37人受伤。
10月6日，在霍姆斯省，叙利亚政府为袭击遇难者举行葬礼。遇难者的家属以及包括叙国防部长在内的一些官员参加了葬礼。

## 反应
联合国秘书长古特雷斯对叙利亚多地发生的袭击和“报复性炮击”深表关切，并强调需要实现全国停火。联合国秘书长叙利亚问题特使裴凯儒呼吁相关各方在霍姆斯军事学院毕业典礼遭到无人机致命袭击后保持克制。
阿联酋、黎巴嫩、埃及、委内瑞拉对霍姆斯军事学院袭击事件表示谴责。